# Милан Јовановић (стронгмен)
Милан Јовановић (Ниш, 5. фебруар 1970) је српски онлајн тренер, глумац, бивши пауерлифтинг шампион и стронгмен такмичар. Писац је три књиге и блогер.

## Каријера личног тренера
Након дугог низа година где је тренирао многе спортисте своју каријеру је усмерио ка рекреативцима и решавању проблема гојазности. Његов Стронгмен Онлајн Метод се базира на 3 тренинга снаге недељно и исхрани са редукцијом уноса угљених хидрата. Развио је сопствени софтвер за комуникацију са клијентима.

## Спортска каријера
Играо је аматерски кошарку до своје 28. године. 1992 је имао просечан број постигнутих поена 31.4. Исте године се такмичио на првенству у закуцавању и заузео друго место.
Кренуо је да се бави пауерлифтингом 1998 и освојио је девет националних првенстава. Остварио је огроман успех на међународном нивоу освојивши WPA светску титулу у Ланкастеру 2000. године. Три година касније 2003. осваја и WPC светску титулу у Бечу, где је завршио први са резултатом од 430 килограма у дисциплини чучањ.
У спорту најјачи људи света такмичио се у лиги Јунајтед стронгмен и 2005 био 5. на свету. Најјаче дисциплине су му биле "чучањ на број понављања" и "вучење аутобуса".

## Писање и књиге
Милан је почетком 2000 године привукао пажњу као један од најчитанијих блогера на сајту Б92. Након тога је био колумниста и дописник Курира а писао је и за српско издање Плејбоја. Такође је писао за српска издања ФХМ и ЦКМ.
Објавио је три књиге: 
- Стронгмен (2008)
- Амерички сан (2009)
- Да желим да смршам (2020)[3]

Милан је велики љубитељ и колекционар књига. Поседује библиотеку са преко 2500 књига.

## Филмографија
| Год.    | Назив                              | Улога                         |
| ------- | ---------------------------------- | ----------------------------- |
| 2010-те |                                    |                               |
| 2011.   | Парада                             | Африка                        |
| 2011.   | Сестре                             | Хусеин                        |
| 2013.   | Фолк                               | самог себе                    |
| 2014.   | Монтевидео, видимо се!             | Уругвајски полицајац          |
| 2014.   | Травелатор                         |                               |
| 2014.   | Монтевидео, видимо се! (ТВ серија) | Уругвајски полицајац          |
| 2014.   | Јесен самураја                     | Полицајац Видоје              |
| 2017.   |                                    | Стронгмен као Милан Јовановић |
| 2017.   |                                    | Болат                         |
| 2019.   | Сенке над Балканом                 | Лале Бозаџија                 |
| 2019.   | Жигосани у рекету                  | Анестезиолог                  |
| 2020-те |                                    |                               |
| 2020.   | Случај породице Бошковић           | Цецин муж                     |